# Siergiej Bułanow
Siergiej Andriejewicz Bułanow (ros. Сергей Андреевич Буланов; ur. 13 maja 1964) – radziecki zapaśnik walczący w stylu klasycznym.
Brązowy medalista mistrzostw Europy w 1989. Pierwszy w Pucharze Świata w 1986 i drugi w 1989 i 1990. Trzeci na ME kadetów w 1984. Mistrz świata juniorów w 1982 roku.
Mistrz ZSRR w 1990; wicemistrz w 1986, trzeci w 1988 i 1989. Mistrz WNP w 1992.